# ماتوش روسناک
ماتوش روسناک (انگلیسی: Matúš Rusnák؛ زادهٔ ۱۹ دسامبر ۱۹۹۹) بازیکن فوتبال اهل اسلواکی است.